# ويلان وارد
ويلان وارد (بالإنجليزية: Whelan Ward)‏ (15 يونيو 1929 في المملكة المتحدة - فبراير 2021) هو لاعب كرة قدم بريطاني في مركز الهجوم. لعب مع برادفورد سيتي ونادي كينغز لين ونادي نيلسون ونادي برادفورد بارك أفنيو.